# De bon aloi
À l'origine, au XIIIe siècle, l’aloi venait du verbe allier, dont la forme ancienne était aloyer, l'aloi étant la quantité de métal précieux présent dans les alliages servant à la fabrication des pièces de monnaie.

## Sens de l'expression
Les seigneurs du Moyen Âge peuvent « battre monnaie », sous diverses contraintes. Pour s'assurer que la pièce est de bon aloi, on la fait tomber sur une surface dure pour la faire sonner, la clarté du son donnant une indication devant permettre de distinguer la fausse monnaie, ou à tout le moins la qualité du métal.
Toute variation dans l'alliage fait malsonner, ou sonner faux.
Cette méthode empirique s'efface un peu plus tard avec l'apparition d'une petite balance de précision, le trébuchet. L'usage combiné de ces deux méthodes donnera jour à une autre expression concernant la monnaie « les espèces sonnantes et trébuchantes ». 
De nos jours l'expression de bon aloi est encore utilisée au sens figuré, signifiant : conforme au bon goût ou au bon sens, et mesuré.